# أسيتانيليد
أسيتانيليد (بالإنجليزية: Acetanilide)‏: هو مادة كيميائية صلبة عديمة الرائحة وهو ذو مظهر مشابه لرقائق أو لأوراق الشجر. وهو معروف أيضا باسم ن-فينيل أسيتا أمين، وأسيتانيل، وأسيتانيليد، وكان يعرف سابقاً بالاسم التجاري أنتيفيبرين.

## تشكله
يمكن أن ينتج أسيتانيليد من تفاعل أنهيدريد الخل مع إما الأنيلين أو كلوريد فينيل أمونيوم.

## الخواص
قليل الذوبان في الماء. وهو ذاتي الإشعال إذا أن وصل إلى تصل إلى درجة حرارة 545° م، ولكنه على خلاف ذلك مستقر في معظم الظروف. البلورات النقية صفيحية الشكل، ذات لون أبيض، ولها طعم سكري.

## الاستخدامات
تستخدم هذه المادة بوصفها مثبط في بيروكسيد الهيدروجين وتستخدم لتثبيت ورنيش إستر السيليلوز. وقد وجد أيضا استخدامات كوسيط في اصطناع المطاط، وتركيب الأصبغة والأصبغة الوسيطة، والكافور. وقد استخدم الأسيتانيليد كمركب سابق في تركيب البنسلين وغيرها من المستحضرات الصيدلانية وموادها الوسيطة.
وللأسيتانيليد خواص مسكنة وخافضة للحرارة، بل هو في نفس صنف الأدوية كما عقار اسيتامينوفين (باراسيتامول). وتحت اسم أسيتانيليد يبرز في صيغة عدد من براءات الاختراع للأدوية، وهو متاح بدون وصفة طبية. وفي عام 1948، اكتشف جوليوس أكسيلورد وبرنار برودي أن الأسيتانيليد أكثر سمية بكثير في هذه التطبيقات من الأدوية الأخرى، مسببًا ميتهيموغلوبينية الدم (methemoglobinemia) ومؤديًا في نهاية المطاف إلى أضرار في الكبد والكلى. على هذا النحو استعيض عن الأسيتانيليد إلى حد بعيد بأدوية أقل سمية، وخاصة عقار أسيتامينوفين، وهو ميتابوليت (أيض) للأسيتانيليد والذي اقترحه برودي وأكسيلورد في نفس الدراسة.
في القرن التاسع عشر استخدمت بشكل كبير في مواد التظهير للاستخدامات التصوير الضوئي.
وتستخدم بشكل شائع في مختبرات الكيمياء العضوية في تجارب التبلور.